# Deutsche Postbank
Deutsche Postbank a fost o bancă din Germania listată pe Frankfurt Stock Exchange. A avut peste 850 de sedii și agenții și aproximativ 14,5 milioane de clienți. Banca a fost preluată de Deutsche Bank care folosește marca Postbank în continuare.